# Meridian (Kalifornija)
Meridian je naseljeno područje za statističke svrhe u američkoj saveznoj državi Kalifornija. Prema popisu stanovništva iz 2010. u njemu je živjelo 358 stanovnika.